# 特茹苏奥卡
特茹苏奥卡是巴西塞阿拉州的一个市镇。总面积750.605平方公里，总人口15092人，人口密度20.1人/平方公里。